# Boks na Letnich Igrzyskach Olimpijskich 2008
Zawody bokserskie na XXIX Letnich Igrzyskach Olimpijskich w Pekinie odbywały się od 9 do 24 sierpnia. Bokserzy walczyli w 11 kategoriach wagowych. Walki rozgrywane były w Arenie Robotniczej (Workers' Indoor Arena).
Igrzyska Olimpijskie 2008 były ostatnimi, w których nie zostały przeprowadzone walki bokserskie kobiet. Międzynarodowy Komitet Olimpijski zadecydował, że na XXX Letnich Igrzyskach Olimpijskich w Londynie wystąpią również kobiety.

## Kategorie wagowe
- papierowa (do 48 kg)
- musza (do 51 kg)
- kogucia (do 54 kg)
- piórkowa (do 57 kg)
- lekka (do 60 kg)
- lekkopółśrednia (do 64 kg)
- półśrednia (do 69 kg)
- średnia (do 75 kg)
- półciężka (do 81 kg)
- ciężka (do 91 kg)
- superciężka (powyżej 91 kg)

## Uczestnicy
|                      | Afryka | Azja | Europa | Ameryka | Australia i Oceania | Gospodarz/dzika karta | Razem     |
| -------------------- | ------ | ---- | ------ | ------- | ------------------- | --------------------- | --------- |
| waga papierowa       | 6      | 6    | 8      | 6       | 1                   | 1                     | 28        |
| waga musza           | 6      | 6    | 8      | 6       | 1                   | 1                     | 28        |
| waga kogucia         | 6      | 6    | 8      | 6       | 1                   | 1                     | 28        |
| waga piórkowa        | 6      | 6    | 8      | 6       | 1                   | 1                     | 28        |
| waga lekka           | 6      | 5    | 9      | 6       | 1                   | 1                     | 28        |
| waga lekkopółśrednia | 6      | 5    | 9      | 6       | 1                   | 1                     | 28        |
| waga półśrednia      | 6      | 5    | 9      | 6       | 1                   | 1                     | 28        |
| waga średnia         | 6      | 5    | 9      | 6       | 1                   | 1                     | 28        |
| waga półciężka       | 6      | 5    | 9      | 6       | 1                   | 1                     | 28        |
| waga ciężka          | 3      | 2    | 7      | 3       | 1                   | -                     | 16        |
| waga superciężka     | 3      | 2    | 7      | 3       | 1                   | -                     | 16        |
| Razem                | 60     | 53   | 91     | 60      | 11                  | 9                     | 284 (286) |

## Kalendarz
| sierpień                                                 | 9 | 10 | 11 | 12 | 13 | 14 | 15 | 16 | 17 | 18 | 19 | 20 | 21 | 22 | 23 | 24 |
| -------------------------------------------------------- | - | -- | -- | -- | -- | -- | -- | -- | -- | -- | -- | -- | -- | -- | -- | -- |
| waga papierowa                                           |   |    |    |    | E  |    |    | E  |    |    | Ć  |    |    | P  |    | F  |
| waga musza                                               |   |    |    | E  |    |    |    | E  |    |    |    | Ć  |    | P  | F  |    |
| waga kogucia                                             |   |    |    | E  |    |    | E  |    |    | Ć  |    |    |    | P  |    | F  |
| waga piórkowa                                            |   |    | E  |    |    |    | E  |    |    | Ć  |    |    |    | P  | F  |    |
| waga lekka                                               |   |    | E  |    |    |    | E  |    |    |    | Ć  |    |    | P  |    | F  |
| waga lekkopółśrednia                                     |   | E  |    |    |    | E  |    |    | Ć  |    |    |    |    | P  | F  |    |
| waga półśrednia                                          |   | E  |    |    |    | E  |    |    | Ć  |    |    |    |    | P  |    | F  |
| waga średnia                                             | E |    |    |    |    |    |    | E  |    |    |    | Ć  |    | P  | F  |    |
| waga półciężka                                           | E |    |    |    |    | E  |    |    |    |    | Ć  |    |    | P  |    | F  |
| waga ciężka                                              |   |    |    |    | E  |    |    |    | Ć  |    |    |    |    | P  | F  |    |
| waga superciężka                                         |   |    |    |    | E  |    |    |    |    | Ć  |    |    |    | P  |    | F  |
| E - eliminacje, Ć - ćwierćfinał, P - półfinał, F - finał |   |    |    |    |    |    |    |    |    |    |    |    |    |    |    |    |

## Polacy
Wśród 286 bokserów znaleźli się również reprezentanci Polski.
Mężczyźni
- Rafał Kaczor - waga musza (do 51 kg)
- Łukasz Maszczyk - waga papierowa (do 48 kg)

## Medaliści
| Konkurencja          | Złoto                       | Srebro                      | Brąz                                            |
| waga papierowa       | Zou Shiming (CHN)           | Pürevdorjiin Serdamba (MNG) | Yampier Hernández (CUB) Paddy Barnes (IRL)      |
| waga musza           | Somjit Jongjohor (THA)      | Andry Laffita (CUB)         | Vincenzo Picardi (ITA) Gieorgij Bałakszyn (RUS) |
| waga kogucia         | Enkhbatyn Badar-Uugan (MNg) | Yankiel Leon Alarcon (CUB)  | Veaceslav Gojan (MDA) Bruno Julie (MUS)         |
| waga piórkowa        | Wasyl Łomaczenko (UKR)      | Khedafi Djelkhir (FRA)      | Şahin İmranov (AZE) Yakup Kilic (TUR)           |
| waga lekka           | Aleksiej Tiszczenko (RUS)   | Daouda Sow (FRA)            | Yordenis Ugás (CUB) Hraczik Jawachjan (ARM)     |
| waga lekkopółśrednia | Manuel Felix Diaz (DOM)     | Manus Boonjumnong (THA)     | Alexis Vastine (FRA) Roniel Iglesias (CUB)      |
| waga półśrednia      | Bakyt Sarsekbajew (KAZ)     | Carlos Banteux (CUB)        | Kim Jung-joo (KOR) Hanati Silamu (CHN)          |
| waga średnia         | James DeGale (GBR)          | Emilio Correa (CUB)         | Vijender Kumar (IND) Darren Sutherland (IRL)    |
| waga półciężka       | Zhang Xiaoping (CHN)        | Kenny Egan (IRL)            | Jerkebulan Szynalijew (KAZ) Tony Jeffries (GBR) |
| waga ciężka          | Rachim Czachkijew (RUS)     | Clemente Russo (ITA)        | Deontay Wilder (USA) Osmay Acosta (CUB)         |
| waga superciężka     | Roberto Cammarelle (ITA)    | Zhang Zhilei (CHN)          | David Price (GBR) Wjaczesław Hłazkow (UKR)      |